# John Pezza
John Pezza (Milano, 6 ottobre 1952) è un ex schermidore italiano, specializzato nella spada. Ha vinto una medaglia di bronzo ai campionati mondiali di scherma di Göteborg nel 1973.

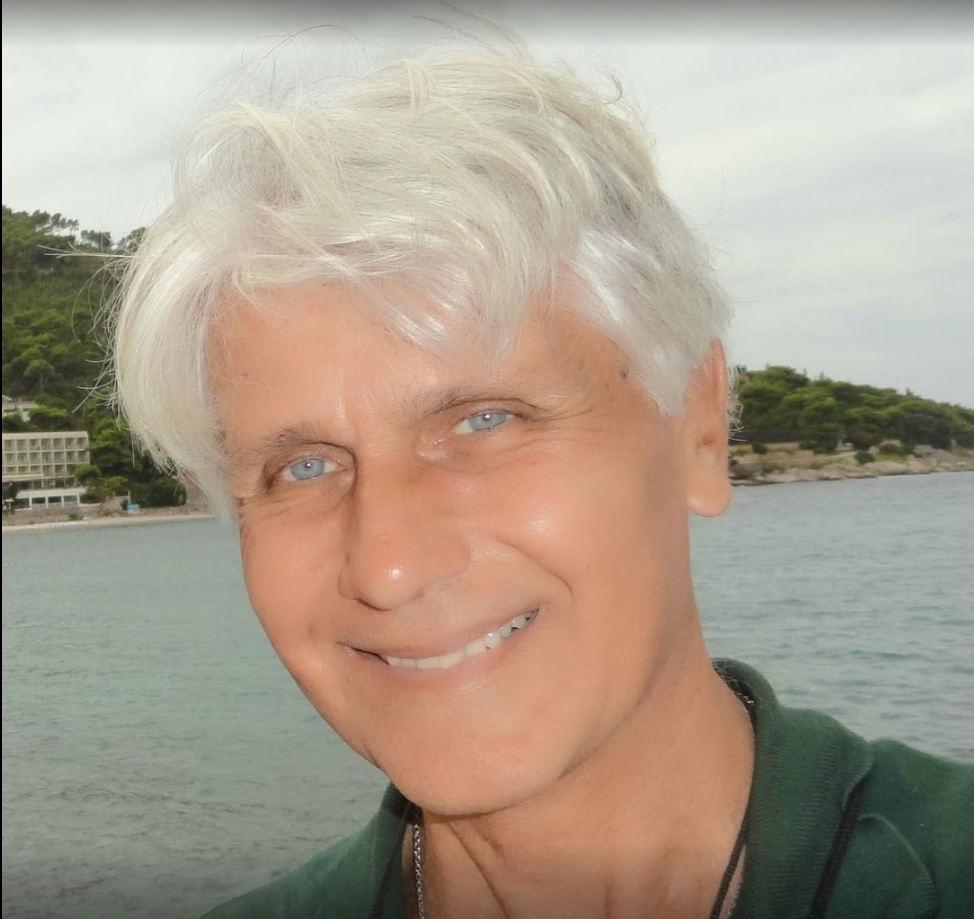
Oggi...

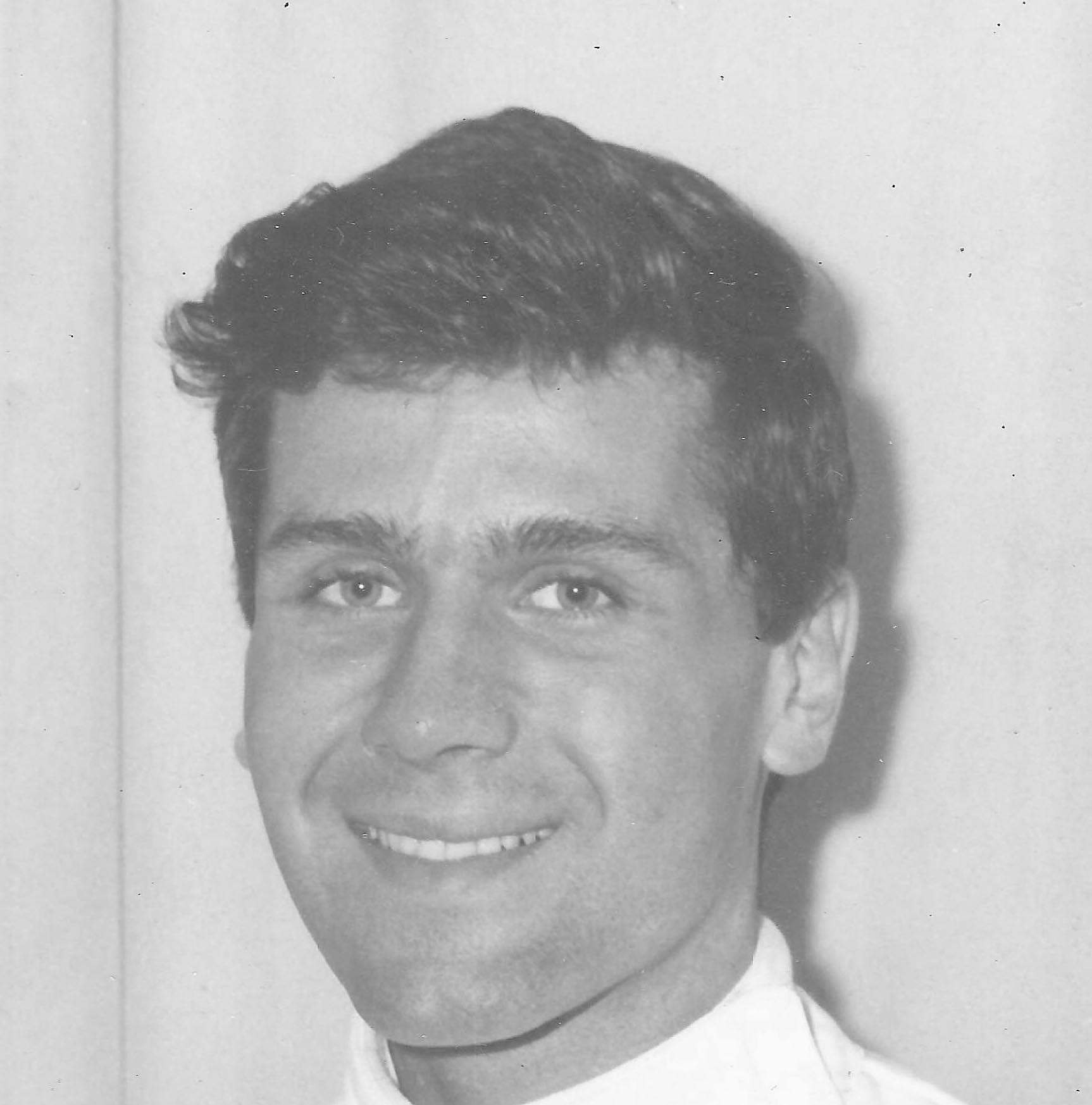
Tempi passati...

Ha partecipato alle Olimpiadi di Montreal del 1976, classificandosi al 9º posto nel torneo individuale di spada.

## Palmarès

### Giochi olimpici
Individuale
- 9º classificato nella spada a Montréal 1976

A squadre

### Mondiali
Individuale
- Bronzo nella spada a Göteborg 1973

A squadre

### Universiadi
Individuale
A squadre
- Bronzo nella spada a Mosca 1973
- Bronzo nel fioretto a Sofia 1977